# 富瑟河
52°37′20″N 10°2′56″E / 52.62222°N 10.04889°E

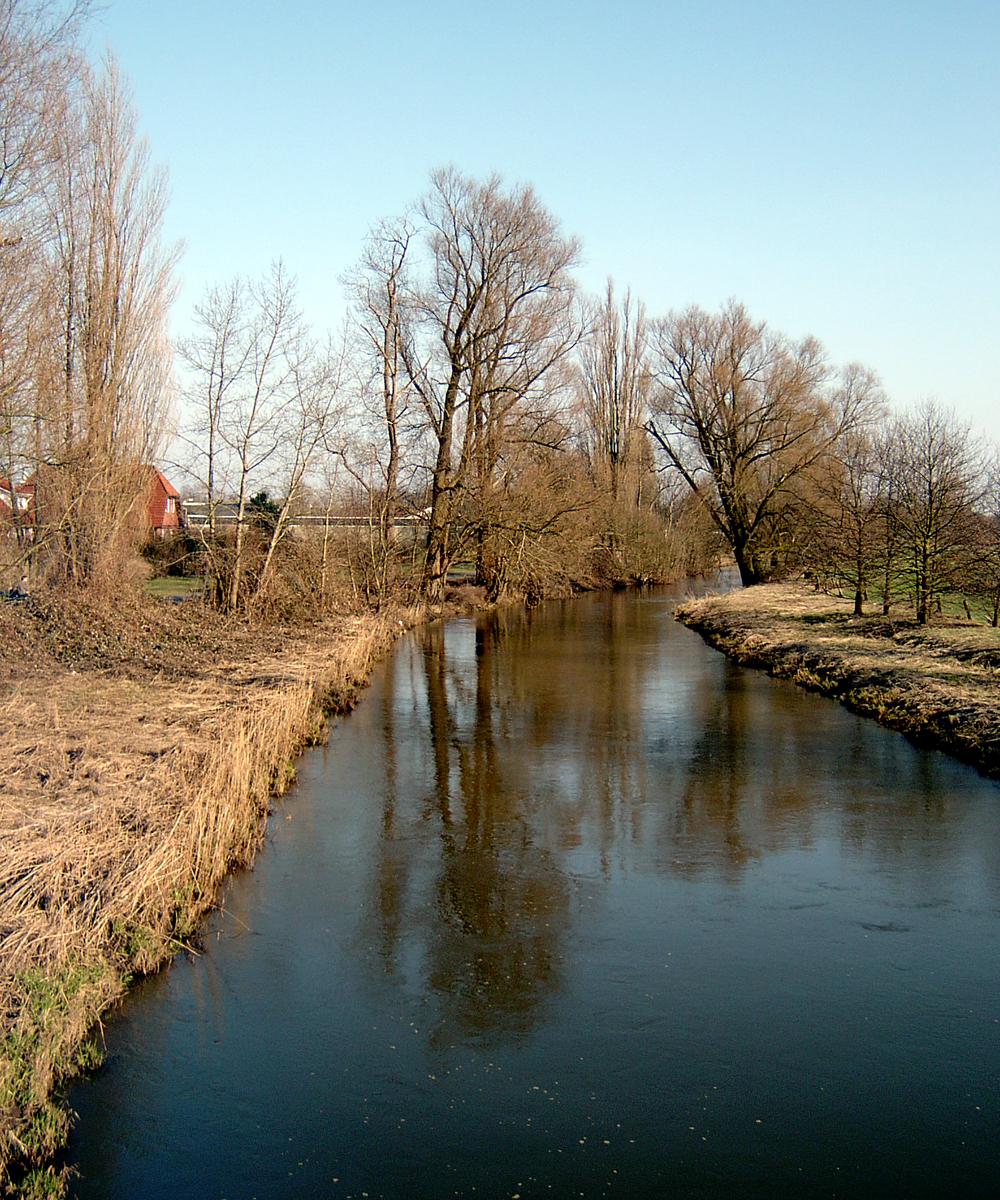

富瑟河是德國的河流，位於該國北部下薩克森州，屬於阿勒爾河的左支流，河道全長98公里，流域面積920平方公里，發源自巴德哈爾茨堡和沃爾芬比特爾之間，河口處在策勒。